# 初狩站
初狩站（日语：／ Hatsukari eki */?）是東日本旅客鐵道（JR東日本）中央本線的鐵路車站，位於日本山梨縣大月市初狩町下初狩。

## 歷史
- 1908年（明治41年）7月9日：以初狩信號所的名稱開業，為鐵道省的一個車站。
- 1910年（明治43年）2月10日：變為現在名稱。
- 1949年（昭和24年）6月1日：成為日本國有鐵道的一個車站。
- 1951年（昭和26年）10月：新站舍竣工。
- 1987年（昭和62年）4月1日：國鐵分割民營化，成為東日本旅客鐵道的一個車站。
- 1996年（平成8年）3月16日：貨運業務停止辦理。
- 2004年（平成16年）10月16日：本站可以使用Suica。
- 2015年（平成27年）4月1日：變為招呼站。

## 車站結構
島式月台1面2線的地面車站，設有自動售票機。

### 月台配置
| 股道 | 路線     | 方向 | 目的地                 |
| ---- | -------- | ---- | ---------------------- |
| 1    | 中央本線 | 上行 | 大月、八王子、新宿方面 |
| 2    | 中央本線 | 下行 | 甲府、上諏訪、松本方面 |

（來源：JR東日本:車站構內圖（页面存档备份，存于））

## 使用情況
根據JR東日本，2000年度（平成12年度）- 2012年度（平成24年度）1日平均上車人次推移如下表。
| 上車人次推移       | 上車人次推移     | 上車人次推移    |
| 年度               | 1日平均 上車人次 | 來源            |
| ------------------ | ---------------- | --------------- |
| 2000年（平成12年） | 505              | [ 利用客数 1 ]  |
| 2001年（平成13年） | 486              | [ 利用客数 2 ]  |
| 2002年（平成14年） | 478              | [ 利用客数 3 ]  |
| 2003年（平成15年） | 469              | [ 利用客数 4 ]  |
| 2004年（平成16年） | 461              | [ 利用客数 5 ]  |
| 2005年（平成17年） | 440              | [ 利用客数 6 ]  |
| 2006年（平成18年） | 411              | [ 利用客数 7 ]  |
| 2007年（平成19年） | 422              | [ 利用客数 8 ]  |
| 2008年（平成20年） | 429              | [ 利用客数 9 ]  |
| 2009年（平成21年） | 398              | [ 利用客数 10 ] |
| 2010年（平成22年） | 391              | [ 利用客数 11 ] |
| 2011年（平成23年） | 380              | [ 利用客数 12 ] |
| 2012年（平成24年） | 393              | [ 利用客数 13 ] |

## 车站周边
- 大月市役所笹子出張所
- 初狩郵政局
- 大月市立大月第一中学
- 大月市立初狩小学
- 甲州碎石
- 笹子川
- 高川山
- 国道20号（甲州街道）
- 瀧子山

## 相鄰車站
東日本旅客鐵道（JR東日本）
 中央本線
大月（JC 32）－初狩（CO 33）－笹子（CO 34）

### 使用情況
1. ↑  . 東日本旅客鉄道.   [2019-04-21]. （原始内容存档于2019-04-02）.
2. ↑  . 東日本旅客鉄道.   [2019-04-21]. （原始内容存档于2019-02-22）.
3. ↑  . 東日本旅客鉄道.   [2019-04-21]. （原始内容存档于2019-04-02）.
4. ↑  . 東日本旅客鉄道.   [2019-04-21]. （原始内容存档于2019-03-27）.
5. ↑  . 東日本旅客鉄道.   [2019-04-21]. （原始内容存档于2019-02-23）.
6. ↑  . 東日本旅客鉄道.   [2019-04-21]. （原始内容存档于2019-04-02）.
7. ↑  . 東日本旅客鉄道.   [2019-04-21]. （原始内容存档于2019-04-02）.
8. ↑  . 東日本旅客鉄道.   [2019-04-21]. （原始内容存档于2019-04-02）.
9. ↑  . 東日本旅客鉄道.   [2019-04-21]. （原始内容存档于2019-02-22）.
10. ↑  . 東日本旅客鉄道.   [2019-04-21]. （原始内容存档于2019-04-02）.
11. ↑  . 東日本旅客鉄道.   [2019-04-21]. （原始内容存档于2019-04-02）.
12. ↑  . 東日本旅客鉄道.   [2019-04-21]. （原始内容存档于2019-04-02）.
13. ↑  . 東日本旅客鉄道.   [2019-04-21]. （原始内容存档于2019-04-02）.

## 外部連結
- 車站資訊（初狩）：東日本旅客鐵道